# 台湾悬钩子
台湾悬钩子（学名：Rubus formosensis Ktze.）为蔷薇科悬钩子属的植物。別名南投懸鉤子。

## 分布
原產地為中國南部及台灣。分布在中國廣東、廣西地區，以及台灣全島低至中高海拔約1800-3200公尺的乾燥地、岩石地或是山谷溪流邊的疏林內。

## 形態
- 蔓生性灌木。
- 莖：蔓長，略呈現藤本狀，莖褐色，年輕時披絨毛，沒有刺或長有一些長達0.1公分的小刺。
- 葉：葉子為單葉，質感薄革質，形狀為寬卵形到圓形，長5-15公分，寬5-14公分，有三到五淺裂，葉端尖銳到鈍，葉基心形並延伸出五條脈，具有不規則鋸齒緣；上表面顏色深，特別是葉脈上有毛，下表面披灰白色或黃褐色的絨毛。
- 托葉：長橢圓形，先端全緣至條裂。
- 花：花序為3-9枚花的總狀花序，腋生或頂生；可長達10公分；花梗0.3-0.5公分，密披絨毛；苞片橢圓形，齒狀，外側有毛；花萼杯形，三角形至卵形，其上密生有褐色絨毛；花瓣白色，0.5-0.8公分，闊圓形；雄蕊上面有一點毛，雌蕊長0.4-0.7公分，沒有毛。
- 果：為一朵花中擁有多個雌蕊的花發育而成的聚合果，形狀是球形或是闊卵形，成熟時為鮮紅色。